# 苓菊
苓菊（学名：Jurinea lipskyi）为菊科苓菊属的植物。分布在天山西部及俄罗斯以及中国大陆的新疆等地，生长于海拔1,900米的地区，一般生长在山坡草原，目前尚未由人工引种栽培。